# ادواردو کامپوس
ادواردو کامپوس (انگلیسی: Eduardo Campos؛ ۱۰ اوت ۱۹۶۵ – ۱۳ اوت ۲۰۱۴) یک سیاست‌مدار اهل برزیل بود.